# Nadine Sierra
Nadine Sierra, född 14 maj 1988 i Montclair, Fort Lauderdale, Florida, är en amerikansk operasångerska, ofta uppmärksammad som lyrisk sopran.
Hon är även känd som Verdi-sångerska och i rollen som Gilda i Rigoletto. ;
I januari 2016 uppträdde hon i Venedig i Nyårskonserten med Stefano Secco och La Scala i Milano som Gilda i Rigoletto med Leo Nucci. I januari 2017 uppträdde hon i Palermo i Nyårskonserten.